# Polyamia dilata
Polyamia dilata är en insektsart som beskrevs av Delong 1937. Polyamia dilata ingår i släktet Polyamia och familjen dvärgstritar. Inga underarter finns listade i Catalogue of Life.